# 緊急服務

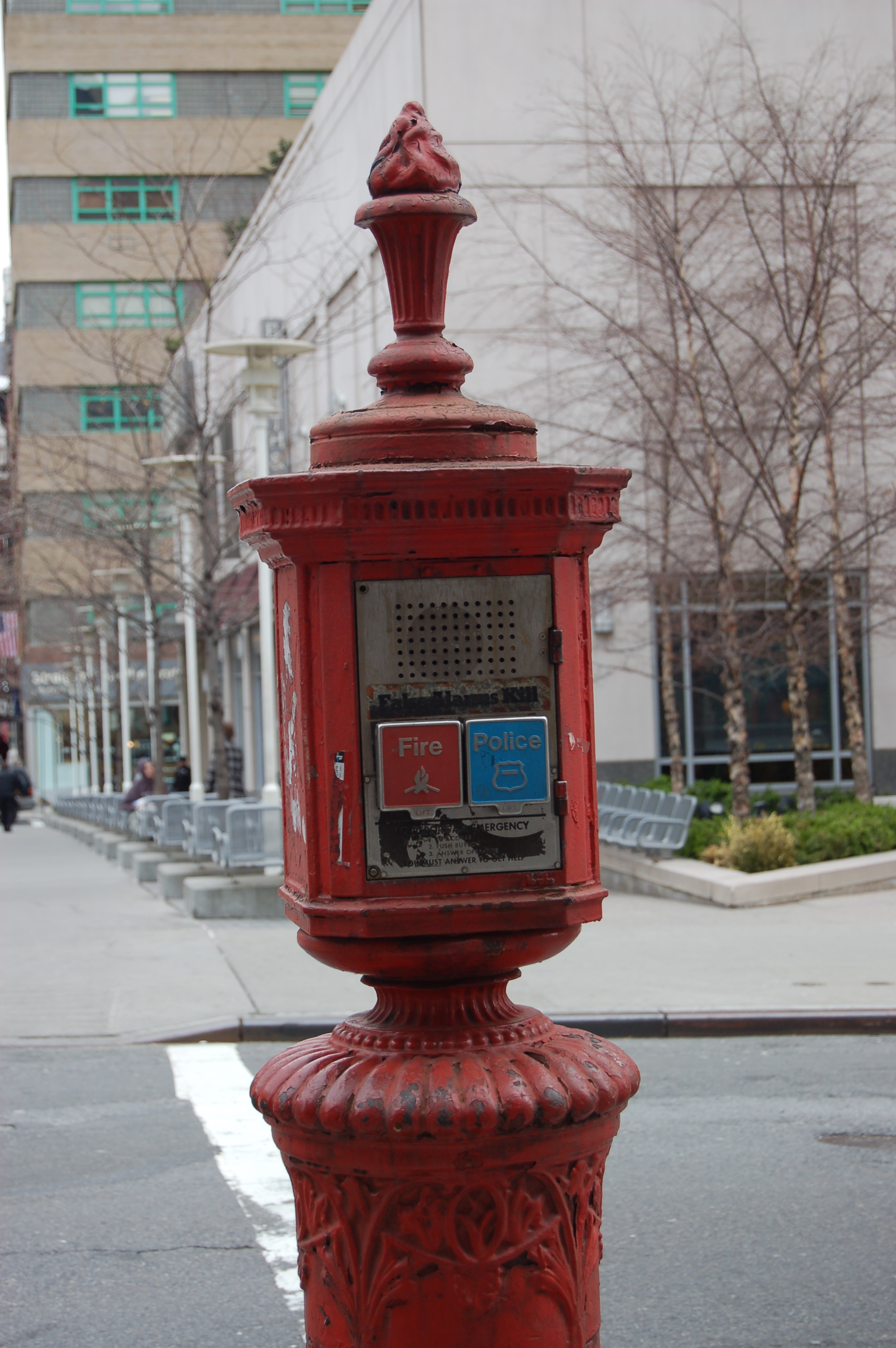
纽约市內的緊急服務電話

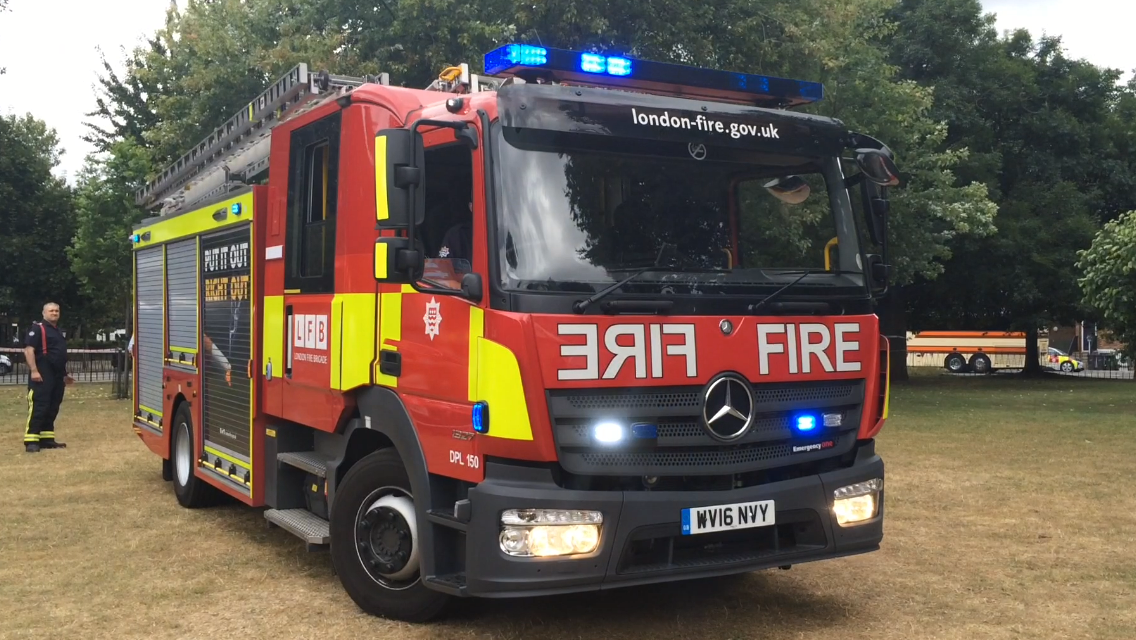
倫敦消防隊的緊急服務車輛

緊急服務（英語：Emergency services），也稱為救援服務（英語：rescue services）或防護服務（英語：protection services），是民政提供的一種公共服務，公眾遇到緊急情況可以直接呼叫三種主要的緊急服務，包括：
- 警察 — 執法、刑事調查和維護公共秩序，包含多個負責執法的執法機構
- 消防部門和救援服務 — 救火、危險物質洩漏處理、緊急醫療服務反應和技術救援（英语：technical rescue）
- 緊急醫療服務 — 救傷和技術救援（英语：technical rescue）

緊急服務有一個或多個專門用於緊急呼叫的緊急救難電話號碼，在某些國家及地區，所有的緊急服務都使用一個號碼，例如：美國的911、英國的999、歐洲的112；在另一些國家及地區，每個不同的緊急服務部門，則有獨立的緊急電話號碼。一些消防部門在提供主要的消防服務之外，同時也有提供緊急醫療服務。